# Constructa
Constructa è un marchio tedesco di elettrodomestici del Gruppo BSH. Dagli anni '50 vengono prodotte le prime lavatrici automatiche tedesche con carica frontale a oblò in vetro („Bullauge“).

## Storia

Il vecchio logo Constructa

Nasce nel 1951 come marchio della Peter Pfenningsberg GmbH a Düsseldorf-Oberkassel e trasferita il 27 febbraio 1958 a Ratingen-Lintorf. L'azienda produce lavatrici, lavastoviglie e frigoriferi. L'8 febbraio 1961 diventa „CONSTRUCTA-WERKE-GMBH“ e presente al Baumesse di Hannover. Il 1º gennaio 1969 la Constructa-Werke GmbH viene rilevata da Siemens, dalla quale viene assorbita qualche anno dopo, e la produzione spostata a Berlino.
La Constructa fu il primo costruttore in Germania a produrre lavatrici completamente automatiche, il riempimento d'acqua della vasca, il prelavaggio, il lavaggio principale, lo scarico acqua e avvio in diversi modi.
I primi modelli di lavabiancheria dovevano essere imbullonati al pavimento con quattro ancoraggi in quanto erano privi di sospensioni e con la vasca solidale alla scocca della stessa lavatrice, in seguito verranno prodotti modelli dotati di vasca contrappesata e sospesa su molle e ammortizzatori (es.: K4FS-100). Dopo la garanzia della casa madre di norma, vi era la possibilità, entro tre mesi dalla scadenza di questa, di stipulare con 75 DM altra garanzia contro grandi rotture.